# Cinq Vertus
Les Cinq Vertus sont, dans le sikhisme, les cinq qualités que tout un chacun doit développer afin d'atteindre la mukti, l'éveil dirait l'hindouisme. Les Gurus sikhs les ont donné aux humains ; ce sont : la vérité (Sat), la compassion (Daya), le contentement (Santokh), l'humilité (Nimrata), et l'amour (Pyar).

## Source
- The Five Virtus dans wikipédia en anglais
- Mansukhani, Gobind Singh (1977), Introduction to Sikhism, Hemkunt Press.